# 임영웅 (연극 연출가)
임영웅(林英雄, 1934년 10월 13일~2024년 5월 4일)은 대한민국의 연극 연출가 등으로 활약한 연극인이다. 본관은 전주. 경성부(지금의 대한민국 서울)에서 출생하여, 1957년 연극 〈사육신〉으로 연극 연출가 분야에 데뷔하였다.
1954년에 재수로 입학한 중앙대학교 예술대학 문예창작학과의 1학년을 자퇴한 후, 이듬해 1955년 신규로 입학한 서라벌예술초급대학 연극영화학과에서 연극 연출을 전공하면서, 휴학을 마친 끝에 1957년 2학년 재학 중 연극 〈사육신〉으로 연출 분야에 데뷔한 뒤, 한때 조선일보 등의 언론사에서 문화부 기자 등으로 잠시 활동하였다. 이후 극작가 겸 연극 연출가 등으로 활약한, 《극단 산울림》의 단장이었다. 작품으로는 《극단 산울림》의 창단 기념 공연작이며 20여 차례나 연출하여 대표작으로 널리 알려진 〈고도를 기다리며〉를 비롯하여, 〈환절기〉, 〈달집〉, 〈하늘만큼 먼 나라〉, 〈위기의 여자〉, 〈목소리〉 등이 있다.